# William Cheyne
William Watson Cheyne (14 dicembre 1852 – 19 aprile 1932) è stato un chirurgo e batteriologo britannico.

## Biografia

### Infanzia e origini
William Cheyne era figlio di Andrew Cheyne, capitano della marina mercantile, e di Eliza Watson, figlia di William Watson, un pastore della Chiesa di Scozia. Nacque sulla nave del padre presso Hobart, in Tasmania, il 14 dicembre 1852. La madre morì nel 1856 a causa della tubercolosi e la colpa venne attribuita ai lunghi periodi passati in mare alla stregua del marito. Cheyne crebbe nelle Isole Shetland, allevato dal nonno e dagli zii materni. Non seppe nulla sull'identitá del padre, fina alla morte di questi e in suo ricordo decise di riprendere il nome completo di William Watson Cheyne.

### La formazione scolastica e gli anni dopo la laurea
Cheyne studiò dal 1864 al 1868 presso il liceo di Aberdeen e in seguito proseguì la sua formazione nel King's College, Aberdeen, dove si dedicò allo studio del greco, del latino, dell'inglese e della matematica.
Nonostante i tentativi degli zii materni di avviare il giovane ad una carriera ecclesiastica, avvertendo una forte propensione per il mare, Cheyne si recò nel 1870 ad Edimburgo, dove intraprese gli studi medici con lo scopo di ottenere un posto come chirurgo sulle navi della marina. Conseguita la laurea in Medicina e Chirurgia nel 1875, ottenne una borsa di studio che lo allontanò dal suo originario intento per proseguire la carriera medica. Recatosi a Vienna studiò al fianco di Theodor Billroth e Friedrich von Recklinghausen e, una volta tornato a Edimburgo, divenne un allievo di Joseph Lister, fondatore della chirurgia antisettica.
Nel 1877 Cheyne ebbe l'opportunità di essere uno dei quattro assistenti che seguirono Lister presso il King's College Hospital di Londra, dove gli era stata assegnata la cattedra di chirurgia. Nel 1880 Cheyne venne promosso da assistente a chirurgo e due anni dopo pubblicò la sua prima opera: Chirurgia antisettica: i suoi principi, pratica, storia e risultati.
Tre anni dopo pubblicò altre due opere:
- Lister e i suoi successi;
- Manuale del trattamento antisettico delle ferite.

Oltre ad essere un fervente seguace di Lister, gli studi di Cheyne vennero influenzati da un'altra figura emergente dell'Ottocento, ossia Robert Koch, medico tedesco, fondatore della scuola di batteriologia. Nel 1886 si recò a Berlino per visitarne il laboratorio, potendo così apprendere i suoi risultati sullo studio della tubercolina per curare i malati di tubercolosi. Nel 1891 ottenne la cattedra di chirurgia presso il King's College Hospital, dove introdusse l'uso del microscopio per ottimizzare le ricerche che continuò a sostenere circa la chirurgia antisettica e tra il 1899 ed il 1903 scrisse Manuale di trattamento chirurgico.

### Contributi bellici e onorificenze
Negli anni della Guerra anglo-boera tra il 1900 e il 1901 a Cheyne venne assegnato il ruolo di chirurgo di consulenza e dovette recarsi in Sudafrica per servire l'esercito britannico, collaborando con Arthur Conan Doyle. Lo scrittore riporta nella propria autobiografia un episodio in cui assistette personalmente ad un'operazione chirurgica di carattere alquanto tecnico eseguita da Cheyne per estrarre una pallottola dalla vertebra cervicale di un soldato. Cheyne si rese conto delle condizioni di indigenza e mancanza di igiene sul campo di battaglia, rilevate anche nel 1854 durante la guerra di Crimea da Florence Nightingale. Questa disorganizzazione a livello sanitario contribuì ad aumentare notevolmente il numero di morti, cosa che spronò Cheyne a proseguire gli studi e la propaganda riguardo alla chirurgia antisettica. Nel 1908 tornò in patria e il re Edoardo VII gli conferì la carica di Primo Baronetto.
Scoppiata la prima guerra mondiale, Cheyne ricoprì nuovamente la carica di chirurgo di consulenza per la Royal Navy. Nel 1914 ebbe la nomina di chirurgo generale temporaneo. Gli anni del conflitto lo videro protagonista sia negli Stati Uniti come capo chirurgo dell'Ospedale Navale di New York, dove fu chiamato a curare i feriti dell'attacco di Zeebrugge, sia come Presidente del Royal College of Surgeons di Inghilterra. Nel 1916 divenne Cavaliere Commendatore dell'Ordine di San Michele e San Giorgio per volere di Giorgio V; l'anno seguente, nel 1917, venne eletto membro unionista del Parlamento per le Università di Edimburgo e St. Andrews e due anni dopo, nel 1919, fu nominato Lord Luogotenente di Orkney.

### Gli ultimi anni
Nel 1922 Cheyne si dimise dai suoi incarichi per ritirarsi a Leagarth, dove aveva fatto edificare una casa per sé e per la propria famiglia. Qui poté trascorrere la vecchiaia dedicandosi ad hobbies come il giardinaggio e allo studio della botanica.
Nel 1924 gli venne conferita la prima edizione della Medaglia Lister per i suoi contributi alla scienza chirurgica.
Contratto il morbo di Alzheimer, Cheyne si spense nel 1932 nella sua casa di Leagarth, che ancora oggi è un monumento della grande carriera di quest'uomo e del suo amore per la propria patria.

## Eredi
Cheyne sposò il 29 gennaio 1887 la prima moglie, figlia di Reverend William Servanté, Mary Emma Servanté, da cui ebbe tre figli: Joseph Lister Cheyne, William Hunter Watson Cheyne e Mary Frances Cheyne. Il 12 dicembre 1894 si unì in nozze con la seconda moglie Margaret Smith, che gli diede altri tre discendenti: Grace Ella Margaret Watson Cheyne, George Basil Watson Cheyne, Julia Millicent Watson Cheyne.

## Cheyne e la chirurgia antisettica
Cheyne incontrò per la prima volta Lister nel 1872, quando assistette per caso ad una sua lezione circa la chimica degli anestetici e ne rimase affascinato, tanto da diventare un suo fidato discepolo. Dopo aver conseguito la laurea nel 1875 si recò presso Strasburgo e Vienna. Ispirato dagli studi di Robert Koch, tornato a Edimburgo iniziò alcuni esperimenti batteriologici. In seguito a questi vinse una borsa di studio, con cui poté finanziare le proprie ricerche, con l'aiuto di Lister, sui metodi per prevenire le infezioni post-operatorie, facendo uso del microscopio. Ebbe così inizio la lotta contro quelle particelle viventi minute che fluttuando nell'aria si posano su oggetti circostanti sotto forma di polvere. Durante la primavera del 1877 Lister gli comunicò di averlo scelto come suo assistente chirurgo presso il King's College Hospital di Londra. Ivi trovarono un ambiente ostile e un approccio scettico ai loro studi, tanto che le lezioni di Lister erano così poco frequentate che spesso Cheyne assistette come spettatore. Nel 1880 Cheyne ottenne l'incarico di chirurgo, ma non abbandonò per questo la promozione della diffusione dell'antisepsi. L'anno seguente vinse il Premio Jacksoniano per il suo saggio Sulla storia, i principi, la pratica e i risultati sulla chirurgia antisettica. Vinse il primo Premio Lister per i suoi contributi alla scienza chirurgica nel 1924, stesso anno in cui pubblicò il memoriale su Lister. Tra i suoi interessi rientrarono le ricerche di Koch sulla tubercolina, di cui constatò l'efficacia nella diagnosi, ma non nella cura della tubercolosi, cosa che il suo collega Arthur Conan Doyle aveva anticipato.

## Scritti principali
- W. Watson Cheyne, Antiseptic Surgery: Its Principles, Practice, History and Results, Londra, Elder Smith, 1882.
- W. Watson Cheyne, Lister and His Achievements, 1885.
- W. Watson Cheyne, Manual of the antiseptic treatment of wounds, New York, J.H. Vail, 1885.
- W. Watson Cheyne, Suppuration and septic diseases, Edinburgh, Young J. Pentland, 1889.
- W. Watson Cheyne, The treatment of wounds, ulcers, and abscesses, Filadelfia, Lea Brothers, 1895.
- W. Watson Cheyne, The objects and limits of operations for cancer, New York, William Wood and Co., 1896.
- W. Watson Cheyne e F.F. Burghard, Manual of Surgical Treatment, Filadelfia, Lea Brothers, 1899–1903.